# Schwarzbart der Pirat
Schwarzbart der Pirat (frz. Le Vieux Nick et Barbe-Noire) ist eine Funny-Comicserie des Belgiers Marcel Remacle.

## Inhalt
Auf allen Weltmeeren treibt Pirat Schwarzbart sein Unheil. Listenreich versucht er zusammen mit seiner Mannschaft auf Beutezüge zu gehen. Meistens ist er nicht schlau genug und pfiffige Kerle wie der alte Seefahrer Nick und sein Harpunier Sebastian durchkreuzen seine Pläne geschickt.

## Protagonisten
- Schwarzbart: Gerissener aber oft dümmlicher Seeräuber
- Nick: Sympathischer älterer Seebär
- Großpapa/Opa Graubart: Schlagkräftiger Opa von Schwarzbart
- Sebastian: Geschickter Harpunier und Freund von Nick

## Veröffentlichung
Die ersten Episoden waren noch dem alten Nick als Titelhelden gewidmet und erschienen ab 1958 in Spirou. 1960 begann eine Albenveröffentlichung bei Dupuis. Mit der vierten Geschichte kam Pirat Schwarzbart hinzu, welcher dann zur Hauptfigur wurde. Bis 1985 sind 26 Alben entstanden.
In Deutschland erschienen die Geschichten ab 1966 bei den Kauka-Heften Lupo modern, Tip Top und FF Super, 1976 und 1977 dann in Fix und Foxi. 1980/1981 erschienen 22 Hefte beim Bastei-Verlag, 1987 bis 1992 neun Alben beim Reiner Feest Verlag. 1989 bis 1991 wurden Episoden noch einmal in Fix und Foxi gedruckt.